# Asprópyrgos
Asprópyrgos (en griego: Ασπρόπυργος) es un municipio de Grecia perteneciente a la unidad periférica de Ática Occidental de la periferia de Ática.
En 2011 el municipio tenía 30 251 habitantes en un área de 101,98 km². El municipio no fue afectado ni por el plan Capodistrias de 1997 ni por el plan Calícrates de 2011, por lo que carece de subdivisiones.
Su término municipal separa a Eleusis del área metropolitana de Atenas.